# Pomník Jakuba Jana Ryby
Pomník Jakuba Jana Ryby se nachází v parčíku pod kostelem Nanebevzetí Panny Marie v Přešticích, okres Plzeň-jih v místě staré školy. Byl zapsán do Ústředního seznamu kulturních památek České republiky.

## Historie
Památník je umístěný v Třebízského ulici, v parčíku na místě staré školy, kde do svých pěti let žil hudební skladatel a pedagog Jakub Jan Ryba, přeštický rodák. Památník byl postaven v roce 1935 na popud rožmitálského spisovatele Rudolfa Richarda Hofmeistera zpěváckým spolkem Skála a občany Přeštic. Autorem reliéfní desky je pražský sochař Štěpán Kořán.[nenalezeno v uvedeném zdroji][nenalezeno v uvedeném zdroji]

## Popis
Do buližníkového balvanu posazeném na malém alpinu je vsazena měděná deska, v jejíž levé polovině je reliéfní portrét Jakuba Jana Ryby s plnovousem hledícího vpravo. V pravé polovině je nápis:
Jakub Jan Ryba, učitel, hudební skladatel a spisovatel. * 26. října 1765 v Přešticích. + 8. dubna 1815 v Rožmitále. Zpěvácký spolek „Skála“ a občanstvo města Přeštic. 1935.

Na spodním okraji je notový zápis začátku jeho České mše vánoční.